# Hesperantha lactea
Hesperantha lactea är en irisväxtart som beskrevs av John Gilbert Baker. Hesperantha lactea ingår i släktet Hesperantha och familjen irisväxter. Inga underarter finns listade i Catalogue of Life.